# Pastel de chocolate
El pastel de chocolate, tarta de chocolate o torta de chocolate, es un postre conocido internacionalmente, que se popularizó a finales del siglo XIX y se sirve frecuentemente en reuniones, como bodas y fiestas de cumpleaños. Los ingredientes pueden variar dependiendo de la receta, pero por lo general incluyen una combinación de huevos, azúcar, polvo de cacao, chocolate, mantequilla o aceite, agua o leche, sal y bicarbonato de sodio. Otras variaciones pueden incluir chocolate derretido, crema ácida, suero de mantequilla, jugo de frutas o jarabes. 
Los panaderos usan extracto de vainilla, licores o líquidos condimentados como el café, para añadir diferentes gustos al sabor del chocolate. Se usan además una variedad de decorados, escarchados o glaseados, así como especias.

## Historia

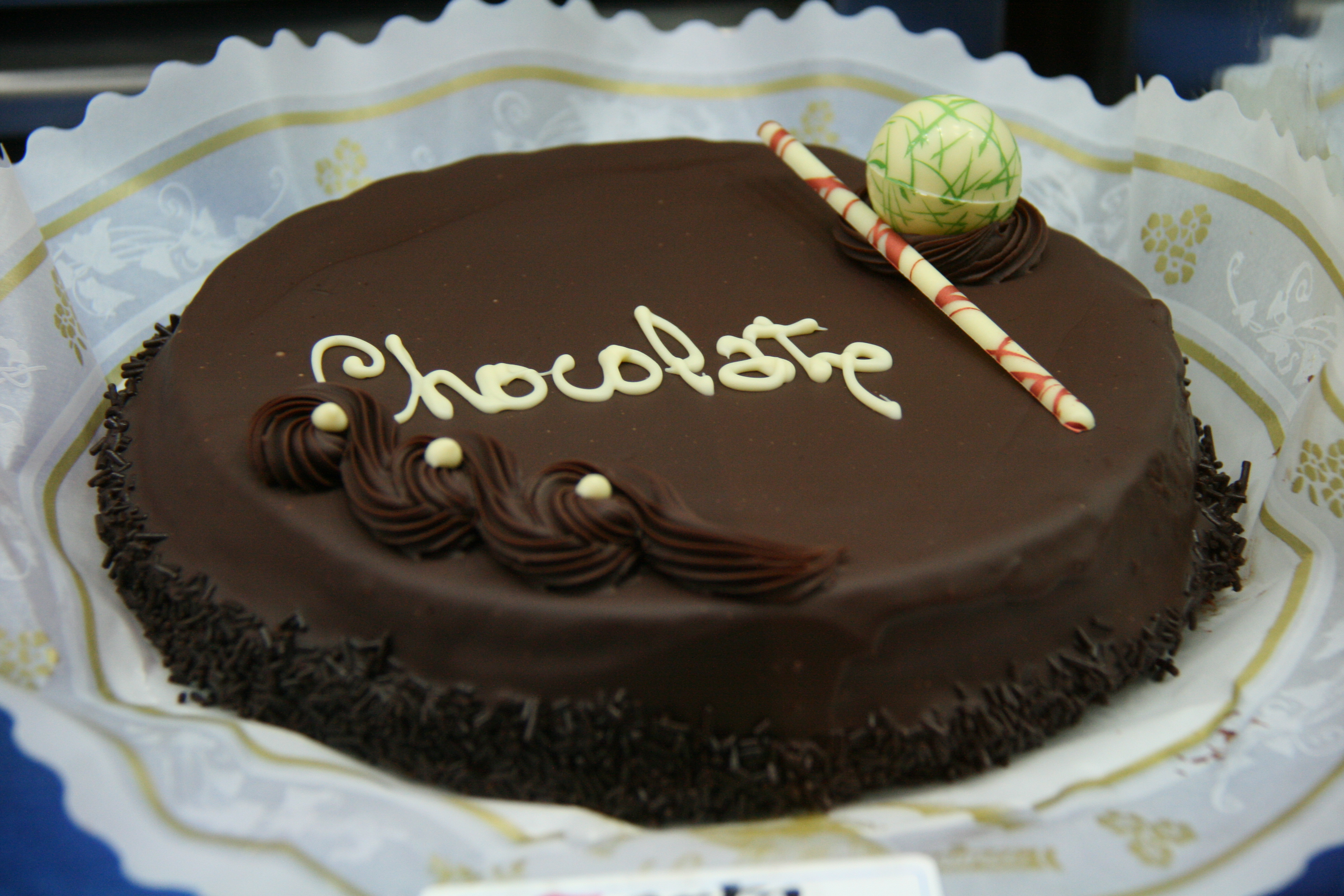
La solidificación del chocolate a finales del permitió nuevas formas de chocolate.

El químico holandés Casparus Van Houten desarrolló en 1828, un método mecánico para extraer la grasa del licor de cacao, resultando en manteca de cacao y en el cacao parcialmente desengrasado, una masa sólida y comprimida del alimento, que podía ser comercializada como «cacao en piedra» o convertida en polvo. 
Estos procesos transformaron el chocolate de ser un lujo exclusivo, a un bocado barato de consumo cotidiano y popular. En 1879 se desarrolló en Suiza, un proceso para hacer más sedoso y homogéneo el chocolate, este proceso se denominó concheado y fue desarrollado por Rodolphe Lindt, permitiendo que fuera más fácil hornear con chocolate y lograr que «se amalgame suave y completamente con la masa del pastel». De 1890 a 1900 las recetas con chocolate eran sobre todo para bebidas.
Antes de estos avances en la industria alimenticia, un «pastel de chocolate», era un pastel blanco o amarillo con cobertura de chocolate; las primeras recetas realizadas con harina mezclada con chocolate, surgieron a finales del siglo XIX y principios del siglo XX. En 1900 aparece la primera receta que denomina al pastel realizado con chocolate oscuro, como Devil's food. Existen muchas teorías de porque se le adjudicó ese nombre, ninguna es definitiva, pero la más aceptada sugiere con humor, que «el pastel es tan delicioso que debía considerarse un pecado».
La Duff Company de Pittsburgh, fabricante de melaza, introdujo su mezcla para pastel de chocolate Devil's food a mediados de los años 1930, pero el lanzamiento fue puesto en espera durante la Segunda Guerra Mundial. Duncan Hines introdujo la Three Star Special (llamada así porque un pastel blanco, amarillo o de chocolate, podían hacerse con la misma mezcla) tres años después del lanzamiento de las mezclas para pastel de la General Mills y la Duncan Hines se posesionó del 48% del mercado.
En el declive estadounidense del chocolate en los años 1980, los pasteles se hicieron famosos; los pastelillos individuales con centros de chocolate líquido e infusiones de chocolate con sabores exóticos como té, curry, pimiento rojo,  fruta de la pasión y champán, fueron la moda en los años 1990, los «Chocolate lounges» y los fabricantes artesanales de chocolate surgieron en los años 2000. Los pasteles de chocolate con harinas enriquecidas, con menos harina o sin harina, son ahora el estándar en la moderna patisserie, según The New Taste of Chocolate.

## Algunos tipos de pasteles de chocolate
- Pastel de chocolate tradicional
- Bizcocho de chocolate
- Pastel de capas
- Pastel Selva Negra
- Coulant o Volcán de chocolate

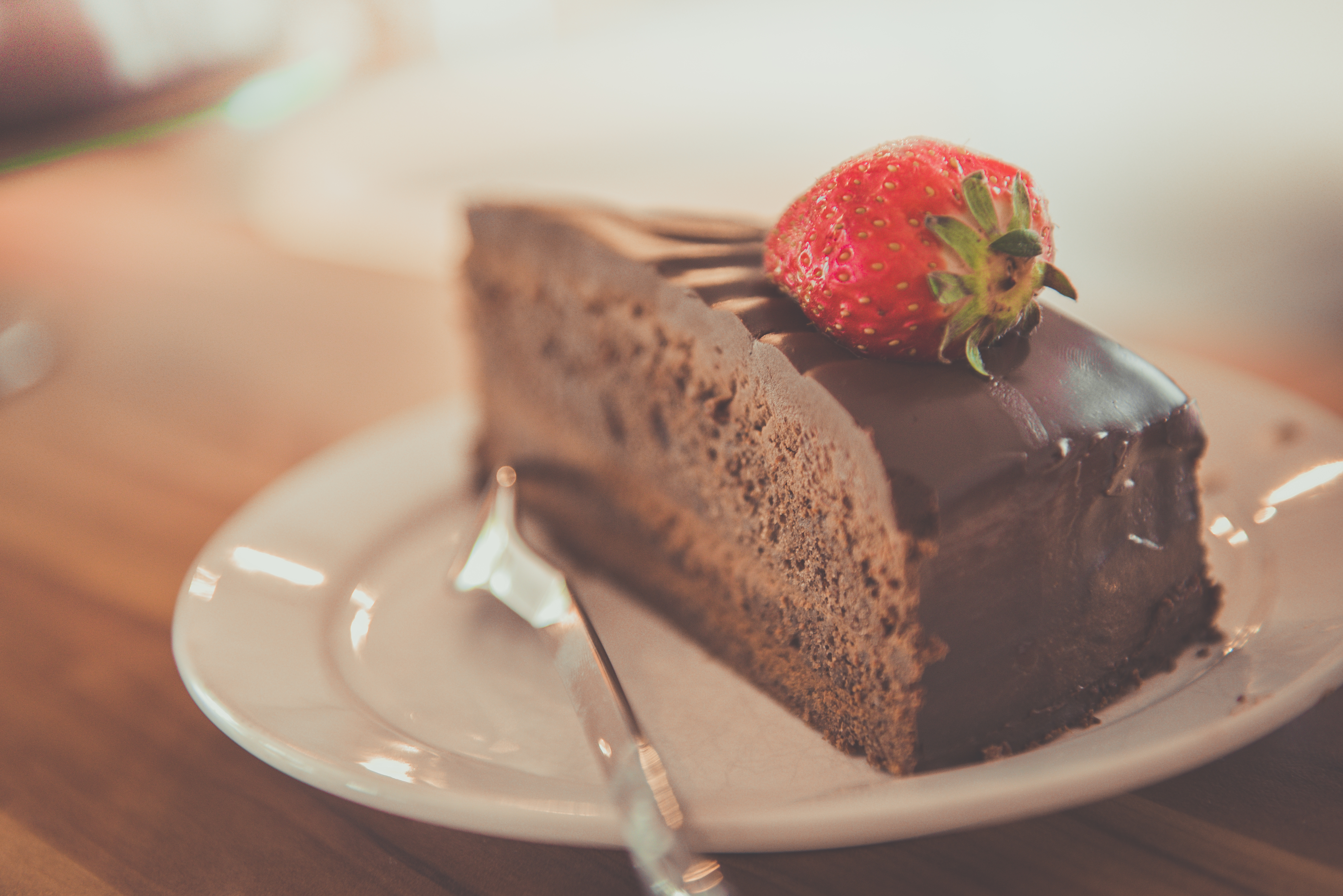
Una porción de pastel de chocolate.

- Devil's food cake o Pastel del Diablo
- Ding Dong
- Pastel de chocolate sin harina o con menos harina[4]
- Pastel de fudge
- Pastel Garash
- Pastel alemán
- Tarta Ópera
- Red velvet cake o Pastel de terciopelo rojo
- Sachertorte
- Pastel de chocolate fundido